# Richard Eduard John

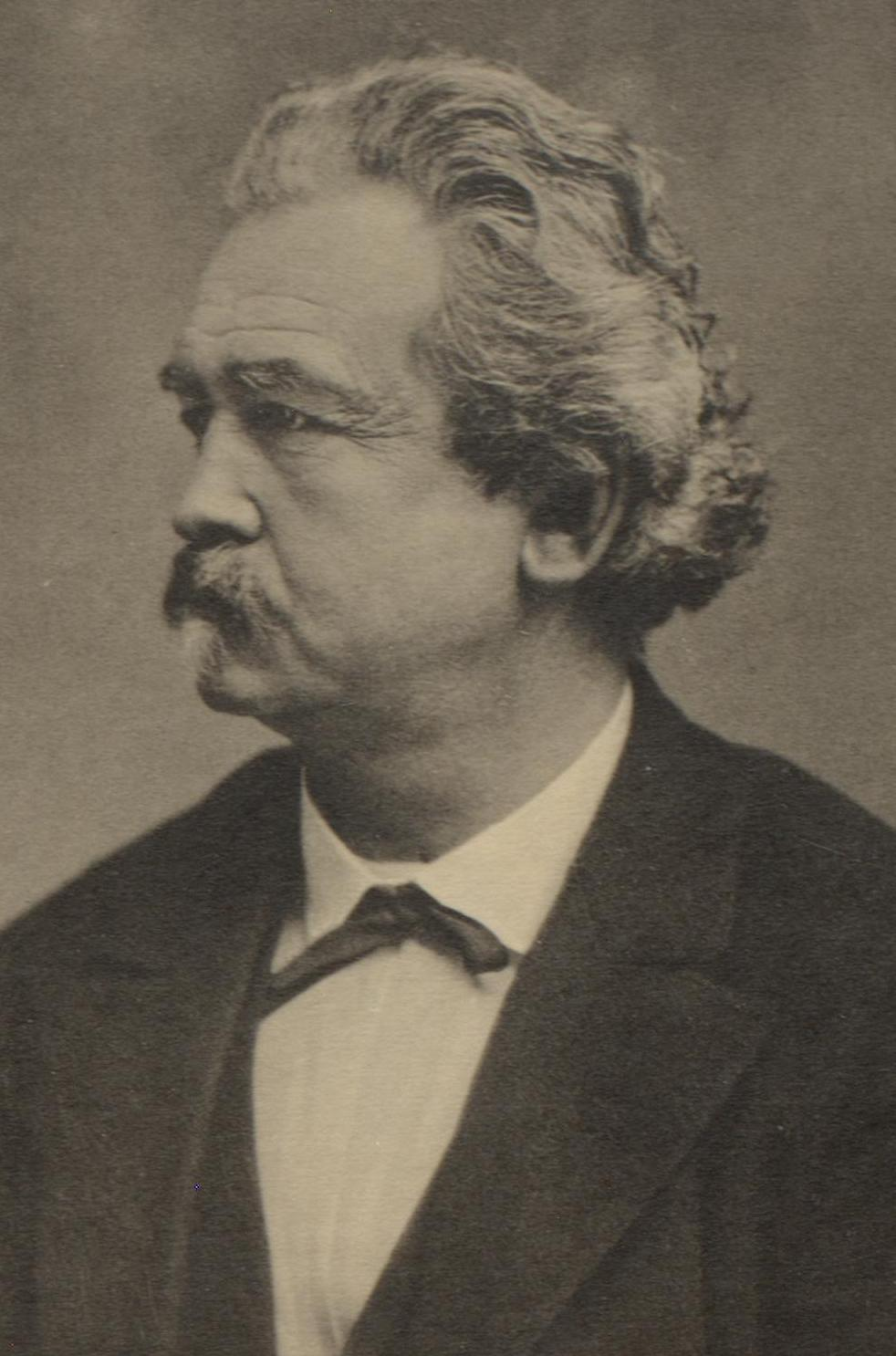
Richard Eduard John

Richard Eduard John (* 17. Juli 1827 in Marienwerder, Westpr.; † 7. August 1889 in Göttingen) war ein Kriminalist und Jurist.

## Leben
Richard Eduard John besuchte das Gymnasium Marienwerder. Er studierte in Leipzig, Berlin und an der Universität Göttingen, wo er 1852 auch zum Dr. jur. promovierte. Nachdem er sich 1853 an der Universität Königsberg als Privatdozent habilitiert hatte, wurde er daselbst 1856 außerordentlicher, 1859 ordentlicher Professor der Rechte.
Vom Jahr 1862 bis zum Sommer 1867 Mitglied des preußischen Abgeordnetenhauses, gehörte er hier der Deutschen Fortschrittspartei und nach Begründung der nationalliberalen Fraktion der letztern an. 1868 ging er als ordentlicher Professor an die Universität Kiel, 1869 nach Göttingen, 1870 aber als Rat des Oberappellationsgerichts nach Lübeck, 1876 wieder als Professor des Kriminalrechts nach Göttingen.

## Werke
Seine Schriften, welche zu den hervorragendsten kriminalistischen Arbeiten zählen, sind:
- Das Strafrecht in Norddeutschland zur Zeit der Rechtsbücher (Leipzig 1858, Band 1), Google Books;
- Die Lehre vom fortgesetzten Verbrechen und von der Verbrechenskonkurrenz (Berlin 1860);
- Über die Nemede der altdithmarsischen Rechtsquellen (Königsberg 1860);
- Kritik des preußischen Gesetzentwurfs über die Verantwortlichkeit der Minister (1. u. 2. Aufl., Leipzig 1863);
- Über Strafanstalten (Berlin 1865);
- Kritiken strafrechtlicher Entscheidungen des preußischen Obertribunals (1866);
- Über die Todesstrafe (1867);
- Entwurf mit Motiven zu einem Strafgesetzbuch für den Norddeutschen Bund (1868), Google Books;
- Das Strafrecht in Norddeutschland, Beurteilung des Entwurfs eines Strafgesetzbuchs für den Norddeutschen Bund (Göttingen 1870);
- Über Geschwornengerichte und Schöffengerichte (Berlin 1872).

Außer zahlreichen Abhandlungen in Fachzeitschriften lieferte er noch in Franz von Holtzendorffs Encyklopädie der Rechtswissenschaft die Darstellung des Zivil- und Strafprozesses für die 1. Auflage, des Strafprozesses für die 2. Auflage und bearbeitete in v. Holtzendorffs Handbuch des Strafrechts die Verbrechen gegen den Staat. In Bezolds Gesetzgebung des Deutschen Reichs erläuterte er die Strafprozessordnung für das Deutsche Reich (Erlangen 1881–84).